# Kozy (województwo zachodniopomorskie)
Kozy (niem. Cashagen, następnie Kashagen; pol. 1945 Koza Pomorska) – wieś w Polsce położona w województwie zachodniopomorskim, w powiecie stargardzkim, w gminie Dobrzany, położona 3 km na północ od Dobrzan (siedziby gminy) i 26 km na północny wschód od Stargardu (siedziby powiatu).
Ok. 0,5 km na północny wschód znajduje się wzniesienie Jaźwinka.
W latach 1975–1998 miejscowość administracyjnie należała do województwa szczecińskiego.